# Великое (Ярославская область)
Великое — село в Гаврилов-Ямском районе Ярославской области; центр Великосельского поселения. Расположено в 7 км от Гаврилов-Яма и в 41 км от Ярославля, с которыми связано асфальтированной дорогой. Население на 1 января 2010 г. — 1713 человек.
С 1 февраля 1949 года Великое — рабочий посёлок (по указу Президиума Верховного Совета РСФСР от 1 февраля 1949 года). В 1997 году лишилось этого статуса.

## Физическая география
Климат умеренно континентальный с умеренно тёплым летом и умеренно холодной зимой с ясно выраженными сезонами осени и весны. Продолжительность вегетационного периода 165—170 дней. Период со среднесуточной температурой воздуха выше +15 составляет 70-75 дней. Средняя продолжительность безморозного периода 135 дней.
Рельеф холмистый с преобладанием равнинных территорий.
Почвенный покров дерново-подзолистый. По составу растительности территория относится к подзоне смешанных лесов с хвойными и широколиственными породами. Основной тип естественной растительности — леса.
Леса очень разнообразны, ельницы-зеленомошники, сосновый бор, берёзовые рощи, смешанные леса, перелески. Это очень красивые места. Здесь встречаются ель обыкновенная, сосна, берёза, осина, рябина, ольха, ива. Представители широколиственных лесов: дуб, клён, липа, вяз. Разнообразен видовой состав кустарников и трав.
В лесах можно встретить белку, землероек, зайца-беляка, лису, горностая, ласку, енотовидную собаку, лося, кабана. Мир птиц представляют глухарь, белая куропатка, сова, дятел, клёст, хохлатая синица, малиновка, дрозд, ворона, сорока.
Климат благоприятствует выращиванию вишни, урожаями которой гордятся жители села.

## История
Село Великое Гаврилов-Ямского района — одно из старейших в Ярославской области. Исследователь истории села Л. В. Яковлев относит время возникновения села к началу XIII века. В не сохранившейся до нашего времени церковной летописи упоминалось, что вблизи села в 1392 году состоялась сражение русских воинов с отрядами монголо-татар. Село впервые упоминается в русских летописях в связи с тем, что 6 января 1435 года между сёлами Великим и Козьмодемьянским, на берегах Которосли происходило сражение полков великого князя Московского Василия Тёмного с Галицким князем Василием Косым.
В XVI в. при Иване Грозном и его сыне Фёдоре Иоанновиче с. Великое  упоминается в числе дворцовых сёл. В начале XVII в. село было центром крупной дворцовой вотчины, здесь располагалась съезжая изба, местная таможня и конский завод. Находясь на перекрёстке торговых путей, село было важным торговым центром; на Великосельскую ярмарку собирались не только окрестные крестьяне, но и купцы из Ростова Великого, Ярославля и Нижнего Новгорода. В это же время село и его окрестности стали крупным центром льноводства и ткачества 
В начале XVIII века Пётр I пожаловал Великосельскую вотчину своему сподвижнику князю Аниките Репнину. Существует легенда, что Репнин получил село Великое за участие в Полтавской битве. Эта легенда не подтверждается документами. Жалованная грамота князю Репнину на село Великое была составлена 30 июня 1708 года, за год до Полтавского сражения. Легенда, вероятно, связана с тем, что князь Репнин в разгар Северной войны не отлучался из армии и о смене владельца в селе узнали только после Полтавы, когда по указанию Репнина началось строительство церкви Рождества Богородицы, которая по праву считается памятником Полтавской победе.
После смерти Репнина село перешло к его старшему сыну Ивану, затем к внуку Петру. При Петре Репнине была построена тёплая церковь в честь Покрова Богородицы и бумажная фабрика на реке Которосли. Фабрика впоследствии перешла к князю Гагарину, на ней в 1826 году произошли крупные волнения крестьян, получившие название «Плещеевского бунта».
Незадолго до смерти, в 1776 году Пётр Репнин продал Великосельскую вотчину, в которую входили сёла Великое и Плещеево и 25 деревень, асессору Берг-коллегии Ивану Матвееву. Матвеев владел вотчиной четыре года и в 1780 году перепродал её за 250 000 рублей Савве Яковлеву, одному из крупнейших промышленников России того времени, владельцу Ярославской большой мануфактуры и многочисленных уральских заводов. Купчая была оформлена на сыновей Саввы Яковлева — Петра и Гаврилу.
После смерти Саввы Яковлева в 1784 году вотчина была разделена, село Великое отошло к Сергею Яковлеву. Наследники последнего владели селом до отмены крепостного права в 1861 году.
В 1818 году в селе Великом начала работать школа для обучения крестьянских детей грамоте, открытая с разрешения владельцев села. Поначалу школа не имела официального статуса. 26 февраля 1828 года школа была торжественно открыта как приходское училище.
В Великом селе процветали торговля и ремёсла. В середине XIX века, кроме кузнечного и сапожного промысла, крестьяне занимались шитьём рукавиц, изготовлением кирпича и иконописным промыслом. В каждом доме имелся ткацкий стан; крестьянки в свободное от домашнего хозяйства время занимались ткачеством. До 25 % крестьян занимались торговлей. Великосельские торговцы в больших объёмах поставляли лён к Архангельскому порту, для вывоза за границу.
С 1844 года в селе Великом регулярно проводились выставки изделий из льна, сельскохозяйственных орудий и продуктов огородничества и садоводства. Инициатором проведения выставок был помещик Ефим Карнович, живший в имении Пятницкая гора рядом с селом.
В XIX веке частые пожары привели к исчезновению деревянной застройки в центральной части села. На месте сгоревших деревянных домов были возведены кирпичные дома, сформировался облик села, дошедший до нашего времени. В 1853 году в селе было 219 каменных домов и 364 деревянных.
После отмены крепостного права великосельские крестьяне начали строить вокруг села ткацкие производства. К 1889 году в окрестностях села, на реке Которосли, работали восемь ткацких и отбельных заведений. Самыми крупными были фабрика Иродовых — Моругина с 282 рабочими и фабрика Локалова с 2398 рабочими.
В 1899 году Ленин упоминал село Великое в числе 100 крупнейших промышленных центров России.
В селе Великом были развиты традиции благотворительности, в конце XIX века частная благотворительность начала перерастать в систему социального обеспечения в масштабах сельской общины. Село содержало богадельню для 16 престарелых, ежегодно раздавали пособия для малоимущих семей. В 1892 году по инициативе Локалова на частные пожертвования было создано благотворительное общество «Христианская помощь». Работой общества руководил протоиерей Владимир Соколов. По уставу, основной целью общества являлось «прекращение нищенства в селе Великом». При обществе был построен приют для детей-сирот и школа с ремесленным обучением. Работали шесть учебных мастерских: иконописная, чулочная, швейная, портняжная, столярная и сапожная. Детей обучали грамоте и одновременно ремеслу для будущего заработка.

## Население
| 1859  | 1897  | 1914  | 1959  | 1970  | 1979  | 1989  |
| ----- | ----- | ----- | ----- | ----- | ----- | ----- |
| 3849  | ↗4534 | ↗6111 | ↘3748 | ↘3396 | ↘2969 | ↘2852 |
| 2007  | 2010  |       |       |       |       |       |
| ↘1868 | ↘1713 |       |       |       |       |       |

## Памятники природы

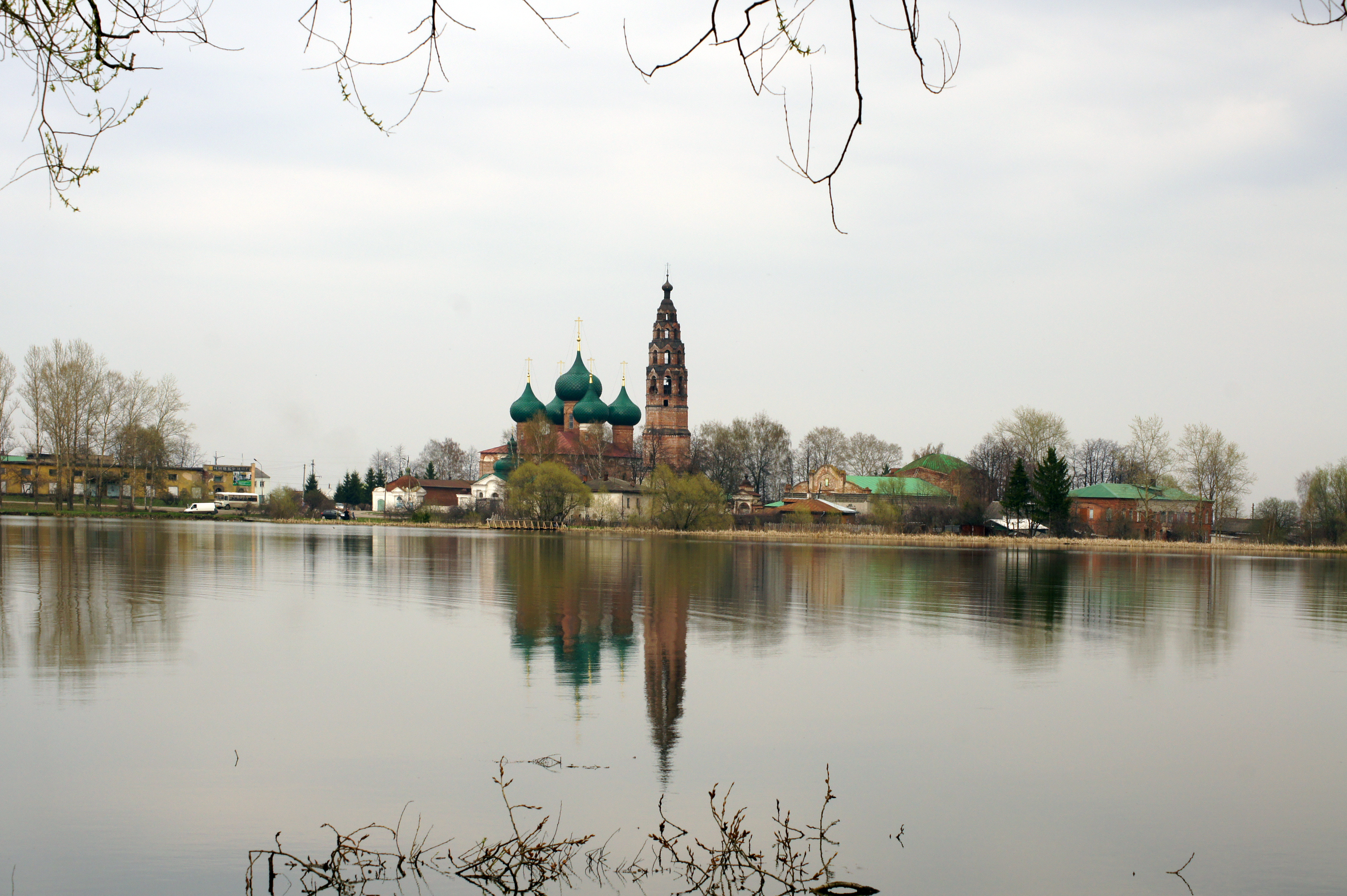
Вид села

В селе Великом есть два крупных естественных водоёма, называемые Чёрным и Белым прудами.
В 1985 году Чёрный пруд был признан памятником природы. Существует несколько версий его названия. Одна из них: раньше на берегу пруда располагались кузницы. Вся копоть от работы шла в пруд, поэтому вода в нём была тёмная, по цвету воды его назвали Чёрным. Около 100 лет назад[уточнить] по инициативе сельского врача И. Д. Писарева пруд чистили. После очистки площадь пруда уменьшилась до 9 га. Вода в пруду пополняется за счёт талых и подземных вод.
В 1895 году по инициативе И. Д. Писарева был заложен парк. На деньги, вырученные от платных концертов, были куплены 500 липовых саженцев. Школьники и учителя, жители села высадили их на пустыре за школой. Парк стал любимым местом отдыха великосёлов. Здесь сначала установили газовые фонари, позже провели электричество, были сделаны скамейки, построена танцплощадка, для детей были установлены качели.
В настоящее время парк является памятником природы.

## Планировка села
Село издавна имеет радиально-кольцевую планировку вокруг Чёрного пруда.  По мере приближения к пруду престижность места сильно возрастала, что приводило к некоторому роду сословного разделения (вплоть до того, что браки с представителем более отдалённого от пруда района не приветствовались).  Как один из результатов — скученность застройки центральных районов села, часто каменные дома стоят вплотную друг к другу.

## Достопримечательности

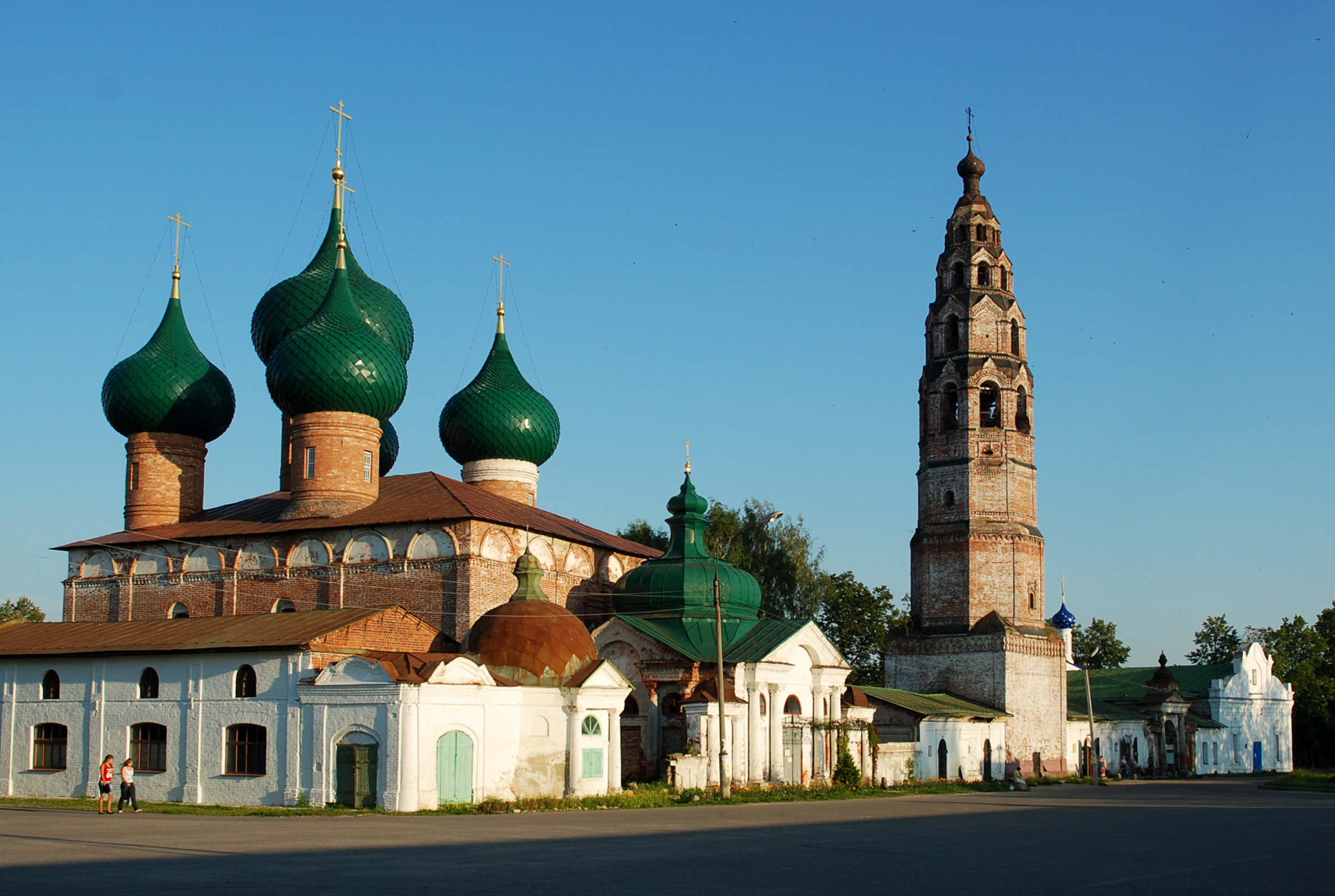
Церковь Рождества Богородицы и колокольня

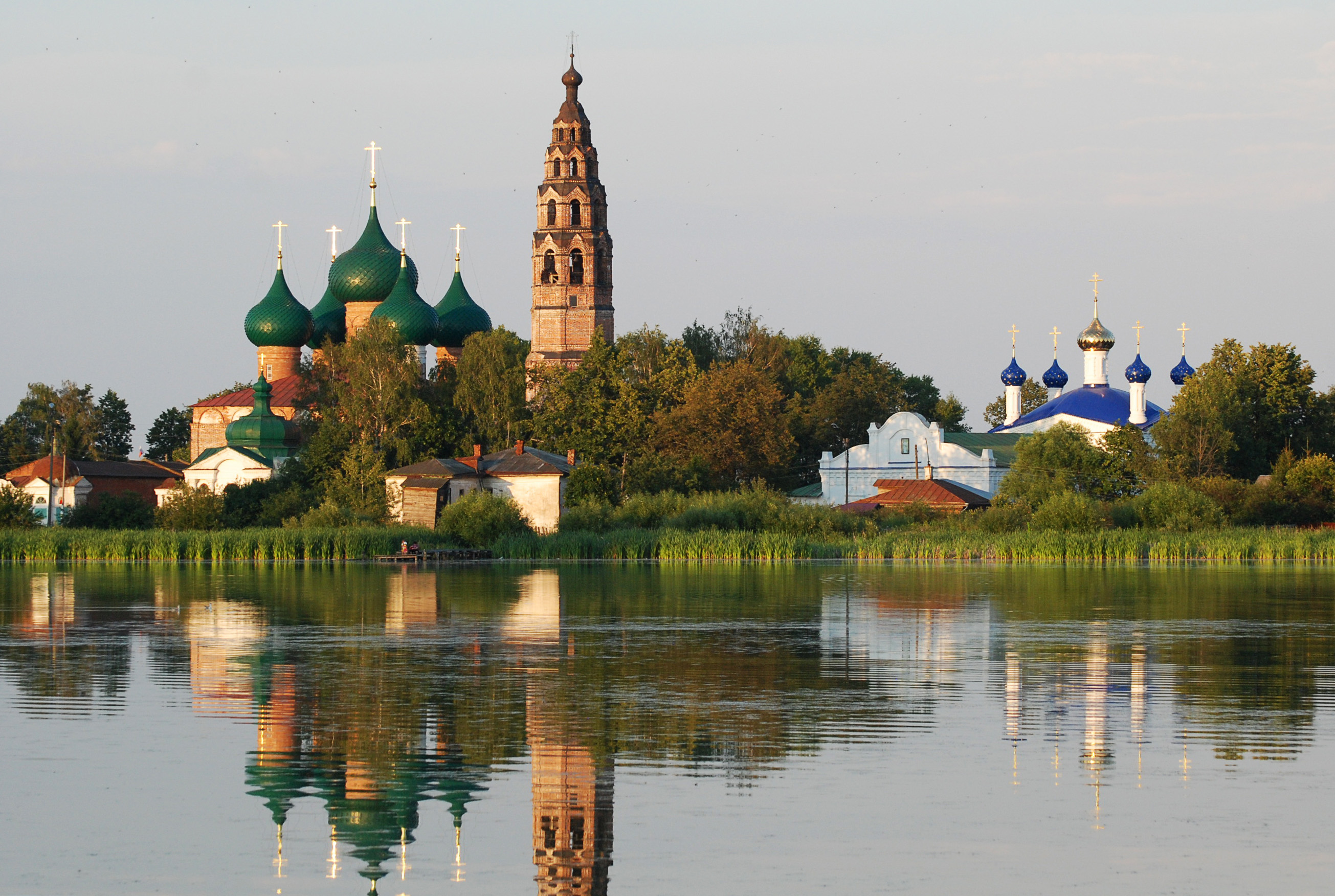
Великосельский кремль: вид с Чёрного пруда

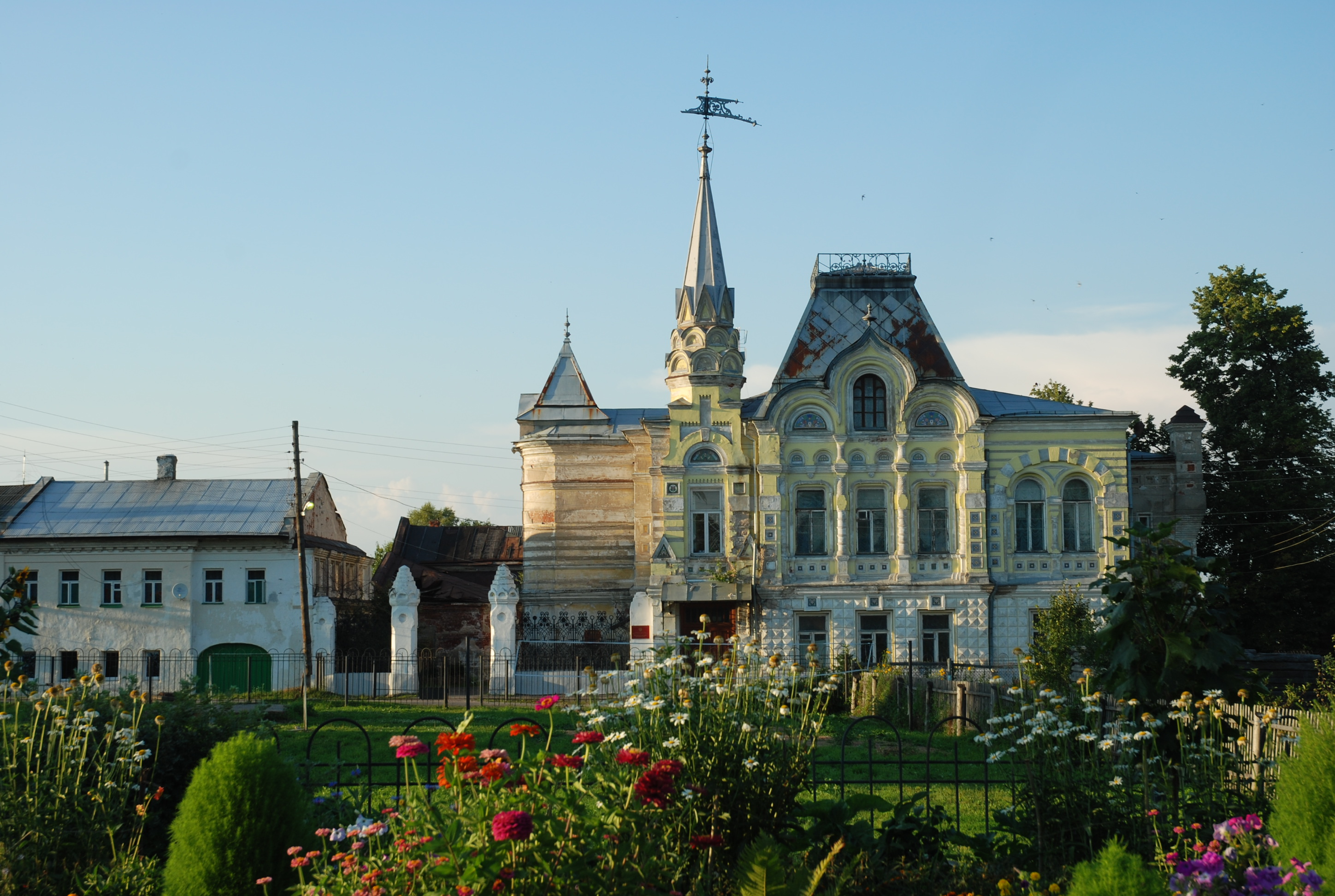
Дом Локалова, 1888, архитектор Шехтель

В селе находится крупный историко-архитектурный ансамбль XVIII—XIX веков: особняк конца XVIII века, усадьба купца 1-й гильдии Александра Локалова (1888, архитектор Фёдор Шехтель), дом Иродова (1888, архитектор Шехтель) и ансамбль церкви Рождества Богородицы, часто называемый «Великосельским кремлём». Эти памятники имеют федеральное значение.
Центральный ансамбль XVIII века включает в себя церковь Рождества Богородицы с высокой семиярусной колокольней, церковь Покрова Богородицы, а также некрополь с могилой Александра Локалова.
Церковь Рождества Богородицы была построена в 1712 году в память о победе в Полтавской битве одним из героев этого сражения, сподвижником Петра I фельдмаршалом Аникитой Репниным, которому Пётр пожаловал это село в награду. Внутренние стены церкви покрыты фресками. Весь ансамбль, включая церковь Покрова Богородицы, был достроен к 1758 году. Особенно красивый вид на него открывается с Чёрного пруда. 
На соборной площади перед кремлём установлена копия известного мозаичного полотна «Полтавская баталия» Михаила Ломоносова. Фрагменты копии были изготовлены школьниками в разных городах России, затем собраны воедино и установлены в селе Великом в 2011 году, в ознаменование 300-летия со дня рождения Ломоносова. Судьба самого Ломоносова не связана с селом, хотя он мог проходить здесь вместе с рыбным обозом из Холмогор в Москву, поскольку село располагалось на этом торговом пути.
В бывшей усадьбе Локалова ныне находится детский дом «семейного» типа, то есть он разделён на «семьи» из детей разных возрастов. Тем не менее, внутрь пускают экскурсии. В доме сохранились интерьеры XIX века. Уникальна комната-грот в виде соляной пещеры, стены которой сделаны из льняного волокна.
В селе действуют краеведческий музей.
В 2014 году в селе открылся Музей картофельного бунта.

## Известные уроженцы
- Савва Дмитриевич Пурлевский (1800—1868) — крепостной крестьянин, купец, автор мемуаров «Воспоминания крепостного».
- Алексей Васильевич Локалов (ок. 1805 — 1874) — крепостной крестьянин, предприниматель, основатель Гаврилов-Ямской мануфактуры.
- Александр Алексеевич Локалов (1831—1891) — крестьянин, фабрикант, владелец и основатель Гаврилов-Ямской мануфактуры.
- Галина Константиновна Флаксерман[баск.][28] (1888—1958) — политическая деятельница, участница революционного движения. В октябре 1917 года на её квартире в Петрограде состоялось заседание ЦК РСДРП(б), определившее дату вооружённого восстания.
- Николай Иванович Труфанов (1900—1982) — полководец Великой Отечественной войны; генерал-полковник.
- Борис Павлович Бещев (1903—1981) — советский государственный деятель, министр путей сообщения СССР в 1948—1977 годах.
- Иван Николаевич Ягодин-Кувшинов  (1869—1921) — политический деятель, участник революционного движения. Агроном.